# EARLY SINGLES (LOUDNESSのアルバム)
『EARLY SINGLES』（アーリー・シングルス）は、LOUDNESSのベストアルバム。1989年7月21日発売。
発売元は日本コロムビア。

## 解説
1st〜5thシングルのA,B両面を収録したシングル集。そのためアルバム初収録となる楽曲が多い。

## 収録曲
1. Burning Love
1stシングル。
2. Bad News
「BURNING LOVE」B面。
3. Geraldine
2ndシングル。アルバム初収録。
4. In The Mirror
「GERALDINE」B面。『THE LAW OF DEVIL'S LAND 〜魔界典章〜』収録曲。
5. Road Racer
3rdシングル。アルバム初収録。
6. 蜃気楼
「ROAD RACER」B面。アルバム初収録。
7. Crazy Night
4thシングル。『THUNDER IN THE EAST』収録曲。
8. No Way Out
「CRAZY NIGHT」B面。『THUNDER IN THE EAST』収録曲。
9. Gotta Fight
5thシングル。アルバム初収録。
アニメ映画「オーディーン 光子帆船スターライト」OP曲。
10. Odin
「Gotta Fight」B面。アルバム初収録。
アニメ映画「オーディーン 光子帆船スターライト」ED曲。
11. Flash Out
「Gotta Fight」B面。インストゥルメンタル曲。アルバム初収録。
アニメ映画「オーディーン 光子帆船スターライト」劇中曲。
12. Eruption
再発盤ボーナストラック。『NEVER STAY HERE, NEVER FORGET YOU 〜LOUDNESS BEST TRACKS〜』収録曲。
アニメ映画「オーディーン 光子帆船スターライト」劇中曲。